# Friedrich von Thiersch

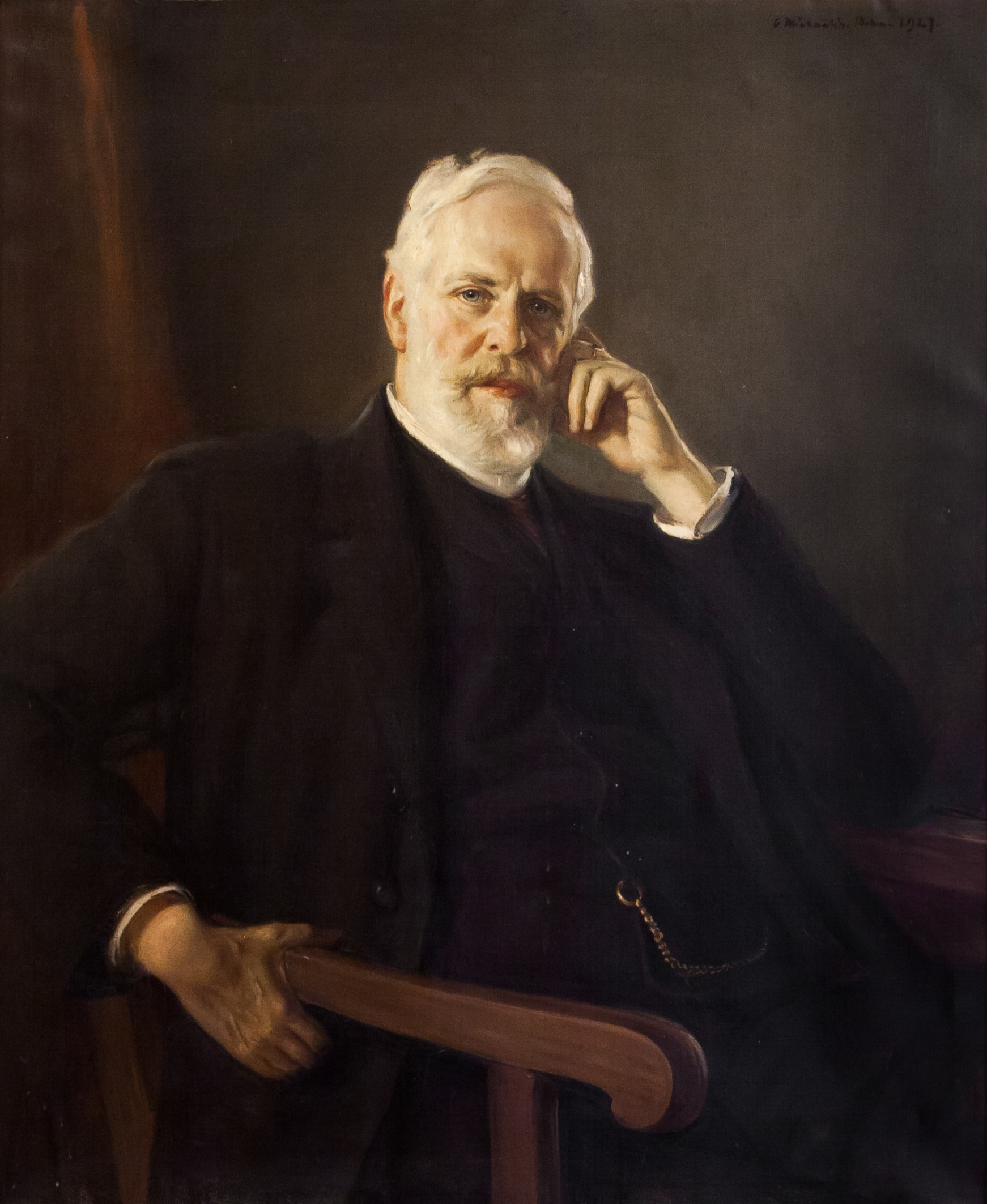
Friedrich von Thiersch.

Friedrich Max von Thiersch, född 18 april 1852 i Marburg, död 23 december 1921 i München, var en tysk arkitekt. Han var son till Heinrich Wilhelm Josias Thiersch, brorson till Carl och Ludwig Thiersch, bror till August Thiersch och farbror till Hermann Thiersch.

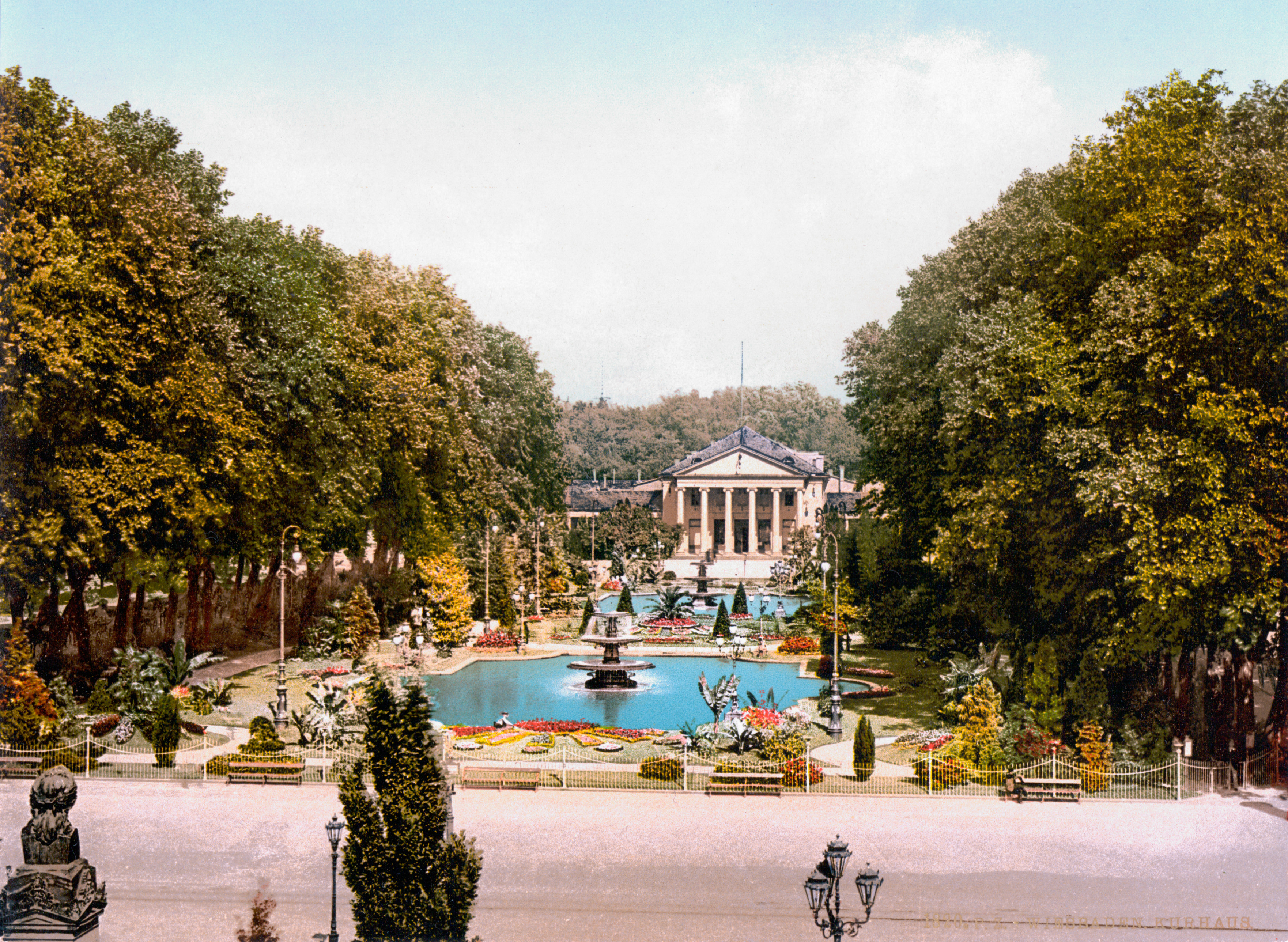
Kurhaus i Wiesbaden.

Thiersch studerade i Stuttgart, Italien och Grekland, blev 1879 professor vid akademien i München och 1907 rektor för Tekniska högskolan där. Han fick flera pris vid tävlingar, bland annat ett första pris (1883) för ritningar till tyska riksdagens palats i Berlin, som sedan Paul Wallot fick utföra. Thierschs mest betydande alster är Justitiepalatset i München (fullbordat 1897). Bland hans övriga verk finns Kurhaus i Wiesbaden (1907), tre broar i München, flera monument, privatbyggnader med mera. Han är författare till exempelvis Die Königsburg von Pergamon (1882). Han blev ledamot av svenska Konstakademien 1901. Han var riddare av Vasaorden, Italienska kronorden och Isabella den katolskas orden.